# Gloeoporus carrii
Gloeoporus carrii är en svampart som beskrevs av Corner 1989. Gloeoporus carrii ingår i släktet Gloeoporus och familjen Meruliaceae.   Inga underarter finns listade i Catalogue of Life.